# Gateway Ridge
Gateway Ridge (englisch für Durchgangsgrat) ist ein gezackter und über 715 m hoher Gebirgskamm auf der Anvers-Insel im Palmer-Archipel vor der Westküste der Antarktischen Halbinsel. Er ragt südöstlich des Mount Rennie auf und trennt den Hooper-Gletscher vom William-Gletscher kurz vor deren Einmündung in die Börgen-Bucht.
Der Falkland Islands Dependencies Survey (FIDS) nahm 1944 und 1945 Vermessungen vor. Benannt ist er nach einem verschneiten Bergsattel an seinem nördlichen Ende, der den einzigen Durchgang von einem der genannten Gletscher zum anderen darstellt.